# 片岡文重
片岡 文重（かたおか ふみえ、1905年（明治38年）9月15日 - 2004年（平成16年）9月6日）は、昭和期の労働運動家、政治家。参議院議員。

## 経歴
千葉県山武郡土気本郷町（土気町本郷を経て現千葉市緑区土気町）出身。1929年（昭和4年）日本大学専門部法律科を卒業した。
1924年（大正13年）鉄道省に入省し大井工場（現東京総合車両センター）に配属された。戦後、労働運動に加わり、国鉄新小岩工場（現川崎車両所）労組委員長、国鉄労働組合東京地方評議会議長、同本部書記長、全交通役員、全官公労役員などを務めた。
1950年（昭和25年）6月の第2回参議院議員通常選挙で千葉県地方区に日本社会党公認で出馬して次点で落選。土屋俊三の死去に伴い同年12月に実施された第2回通常選挙千葉県地方区補欠選挙に出馬して初当選。1956年（昭和31年）7月の第4回通常選挙に出馬して再選され、参議院議員に連続2期在任した。この間、右派社会党結成後は、中央委員、本部労働部長、政審委員、国対委員、選対委員を歴任。社会党再統一後は、千葉県支部連合会長、同執行委員長、党本部中央委員、政審委員、国対委員、選対委員、運輸交通対策委員を歴任。民主社会党（民社党）結成に加わり、党本部政審会副会長、運輸交通対策委員長、千葉県連顧問、選対委員長を歴任。参議院では、運輸委員長、社会労働委員会理事、予算委員会理事、大蔵委員、文教委員などを務めた。その後、1962年（昭和37年）7月の第6回通常選挙、1967年（昭和42年）1月の第31回衆議院議員総選挙（民主社会党公認）に千葉県第3区から立候補したがいずれも落選した。
1975年（昭和50年）秋の叙勲で勲二等瑞宝章受章。
2004年（平成16年）9月6日死去、98歳。死没日をもって従四位に叙される。